# Рудольф II (курфюрст Саксонії)
Рудольф II Сліпий (*Rudolf II. der Blinde, бл. 1307 — 6 грудня 1370) — 2-й курфюрст Саксонський у 1356—1370 роках.

## Життєпис
Походив з династії Асканіїв, саксен-віттенберзької гілки. Третій син Рудольфа I, герцога Саксен-Віттенберзького, та Юдит з Бранденбурзьких Асканіїв. Народився близько 1307 року. У 1329 році після смерті старшого брата Альбрехта став спадкоємцем трону.
Замолоду виконував дипломатичні доручення батька. 1336 року оженився на представниці Гессенського дому. У 1345 році брав участь у Сторічній війні на боці французького короля Філіпа VI, зокрема в Битві при Кресі, де після загибелі богемського короля Йогана Люксембурга взяв на себе командування німецькими військами. Незважаючи на те, що битва була програна, французький король подарував йому цінну реліквію — закривавлений шип, що вважався частиною тернового вінця Ісуса. Для цієї реліквії було збудовано спеціальну каплицю при церкві Всіх Святих у Віттенберзі, де вона стала місцем паломництва (й відповідно доходу герцогської скарбниці).
Коли Рудольф I став занадто старий для поїздок на засіданнях рейхстагу, він надав Рудольфу право представляти його в рейхстазі. Після смерті батька 1356 року імперський суд в Меці підтвердив права Саксен-Віттенберзької гілки Асканіїв на Саксонське курфюрство. Спільно з імперськими містами активно боровся проти загонів лицарів-розбійників. В 1358 році він знищив замок Лісніца, який був важливим центром цих лицарів.
Водночас йому довелося мати справу з претензіями Фрідріха III, маркграфа Мейсенського, на графство Брена. Рудольфу II вдалося відбити напад супротивника. Втім це протистояння погіршило фінанси, тому в 1359 році курфюрст продав місто Альштедт Гебхард XIV фон Кверфурту.
У 1360 році отримав володіння Лібенверда. 1361 року надав місту Герцберг право видобутку солі, і охороняв соляний шлях, що веде через Галле і Биттерфельд до Торгау. Того ж року обміняв у магдебурзького архієпископа Дитріх Кагельвіт замок Гаттерслабен на замок Візенбург і місто Швайніц. У 1369 році втрутився у війні за Люнебурзьку спадщину.
До кінця життя він майже повністю втратив зір і дістав прізвисько «Сліпий». У 1370 році отримав графство Барбі разом із замком Вальтернієн. Того ж року помер, не маючи спадкоємців. Володіння отримав брат Венцель I.

## Родина
Дружина — Єлизавета, донька Отто I, ландграфа Гессенського.
Діти:
- Беата (д/н—* 1373)
- Єлизавета (д/н — 1353)
- Альбрехт (1371)